# Riva presso Chieri
Riva presso Chieri és un municipi situat al territori de la ciutat metropolitana de Torí, a la regió del Piemont, (Itàlia).
Riva presso Chieri limita amb els municipis de Arignano, Buttigliera d'Asti, Chieri, Mombello di Torino, Moriondo Torinese, Poirino i Villanova d'Asti.